# Georg Adam Kreß
Georg Adam Kreß (* 22. Juni 1744 in Fellen; † 26. Juli 1788 in Langenprozelten) war ein deutscher Schulmeister, Kantor und Komponist.

## Leben
Geboren 1744 im unterfränkischen Fellen, war Georg Adam Kreß seit dem 30. September 1765 mit Margaretha Kallenbach (1746–1789) verheiratet. Er wirkte als Schulmeister, Kantor und Komponist von Klavier-Stücken in Neustadt am Main. Der Ort war zu dieser Zeit berühmt für seine Benediktinerabtei und die Kirchenmusik des Paters Peregrin Pögl (1711–1788).
In der Zeit von Oktober 1777 bis März 1778 lernte Kreß Wolfgang Amadeus Mozart bei dessen wahrscheinlichem Besuch von Pater Pögl und Neustadt kennen. Das Vorwort der 1942 veröffentlichten Klavier-Sonaten spricht von einem „fröhlichen, musikalisch überaus anregenden Beisammensein von Mozart und Georg Adam Kreß […]“.
1779 wechselte Kreß als Schulmeister nach Langenprozelten, wo er 1788 starb.